# Parafia św. Jana Chrzciciela w Bukownie Starym
Parafia św. Jana Chrzciciela w Bukownie Starym – rzymskokatolicka parafia, położona w dekanacie sławkowskim, diecezji sosnowieckiej, metropolii częstochowskiej w Polsce, erygowana w 1981 roku.